# Spilosoma aurapsa
Spilosoma aurapsa là một loài bướm đêm thuộc phân họ Arctiinae, họ Erebidae.